# Instituto Montaigne
El Instituto Montaigne es un Think tank (tanque de ideas) socioeconómico-político francés.
Creado en 2000 por Claude Bébéar, presidente del Consejo de vigilancia del grupo AXA. Reagrupa cuadros de empresas, altos funcionarios, universitarios y representantes de la sociedad civil que elaboran proposiciones concretas de largo plazo sobre los grandes problemas a los que Francia y Europa han de hacer frente, principalmente en materia de políticas públicas.
Se financia gracias a donaciones privadas que, para permitir la independencia de las proposiciones, no pueden exceder del 2% del importe total de donaciones
Organiza sus trabajos en torno a tres ejes de investigación:
- Movilidad y cohesión social: igualdad de oportunidades, movilidad social, formación profesional, buen gobierno de empresas, legitimidad de las élites, ...
- Modernización de la esfera pública: reforma del Estado, sistema de salud, educación, investigación, justicia, defensa y seguridad, deporte;
- Estrategia económica y europea: competitividad, propiedad intelectual, cuestiones europeas, agricultura, mundialización y regulación, el hombre y el clima...

## Comité de Dirección
- Presidente : Claude Bébéar, Presidente del Consejo de vigilancia del grupo Axa
- Presidente de honor : Bernard de La Rochefoucauld, fundador del Instituto La Boétie
- Vicepresidente : Henri Lachmann, presidente del consejo de vigilancia de Schneider Electric
- Director general, Philippe Manière

cuenta entre sus miembros con la antigua Ministra de Asuntos Exteriores española Dña. Ana Palacio

### Enlaces y documentos externos
- Site officiel
- Entretien avec le directeur général de l'institut
- Article Libération (enlace roto disponible en Internet Archive; véase el historial, la primera versión y la última). presentación del Instituto Montaigne

- Datos: Q5917450